# Honoré de Balzac
Honoré de Balzac [onoré d balzak] (20. května 1799 Tours – 18. srpna 1850 Paříž), byl francouzský spisovatel, představitel realismu a romantismu, novinář a kritik. Bývá považován za zakladatele kriticko-realistického románu. Balzacovým magnum opus je cyklus devadesáti sedmi románů a povídek pod souborným názvem Lidská komedie. Napsal však i řadu románů s dobrodružnou či fantastickou tematikou, např. Šagrénová kůže, rovněž součást Lidské komedie – v cyklu Filosofických studií.

## Život

### Původ a mládí

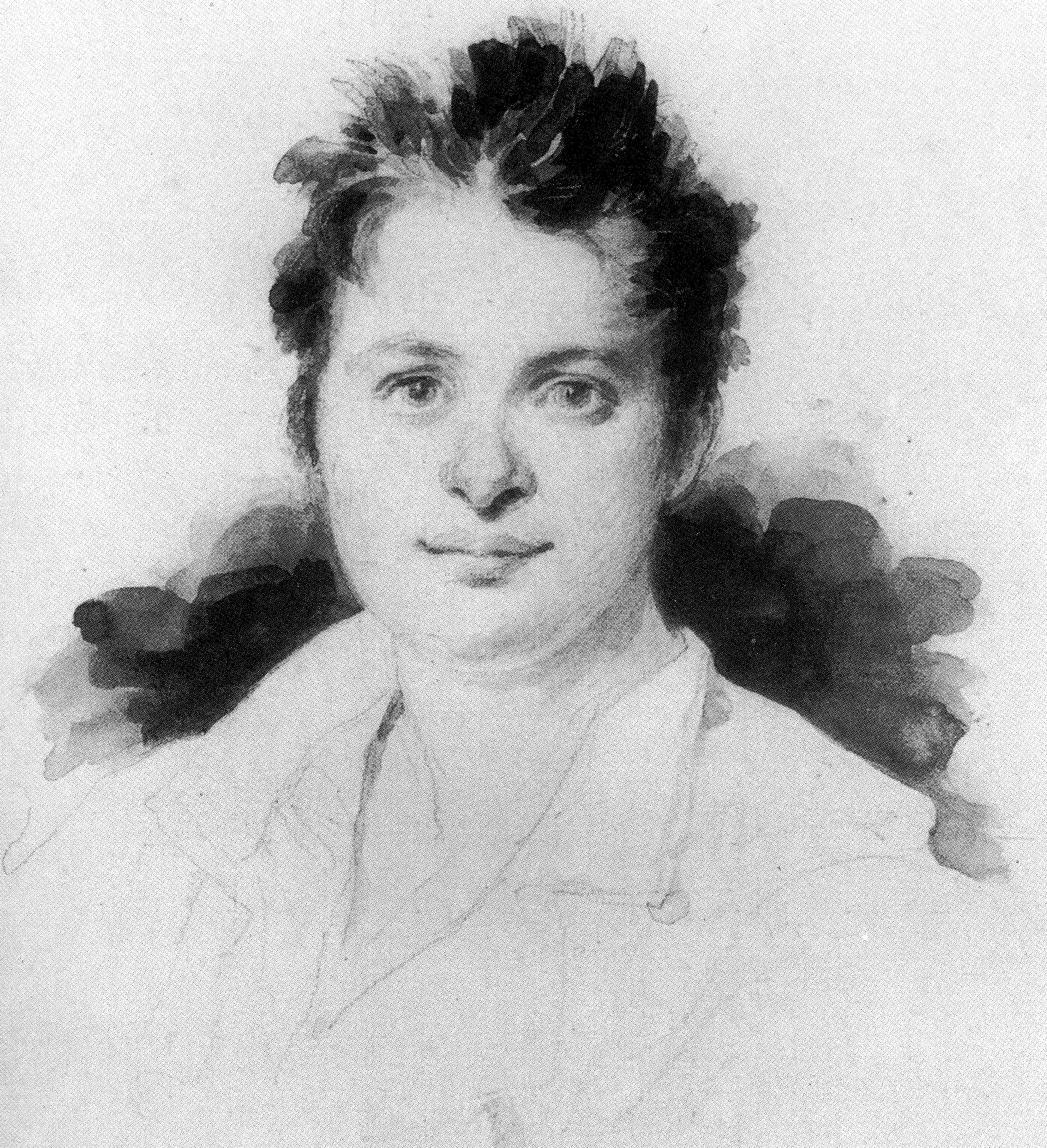
Kresba Honoré de Balzaca, kolem roku 1825, připisovaná Achillovi Devériovi

Honoré de Balzac se narodil v měšťanské rodině ve městě Tours ve francouzském departementu Indre-et-Loire. Jeho rodiči byli Bernard-François Balssa (1746–1829), jenž zbohatl za francouzské revoluce jako vojenský zásobovatel, a Anne-Charlotte-Laure roz. Sallambier (1778–1854), tedy o 32 let mladší než manžel. Někdy mezi lety 1771 a 1783 dostal otec úřední povolení ke změně rodinného jména na Balzac. Honoré měl dvě sestry, Laure provdanou de Surville (1800–1871) a Laurence provdanou de Montzaigle (1802–1825). Z jeho rodokmenu také vyplývá, že do manželství jeho rodičů se narodil již roku 1798 jeden chlapec, Louis Daniel Balssa (20. května 1798 – 22. června 1798), který však po měsíci života zemřel.
Od 22. června 1807 až do roku 1813 pobýval Honoré v internátu klášterní školy ve Vendôme, kde byl vychováván mnichy řádu oratoriánů. Později vystudoval v Paříži práva. Krátce působil jako notář, ale pak se proti vůli rodiny stal spisovatelem. Rodiče mu poskytli skromnou finanční podporu s podmínkou, že se během dvou let prosadí jako literát. Začal s divadelní hrou a když neuspěl, zkusil psát historický román ve stylu Waltera Scotta, který nedokončil. V letech 1821–1824 psal pod různými pseudonymy (nejčastěji jako Horace de Saint-Aubin) komerčně úspěšné dobrodružné romány, které později zavrhl a odmítal jejich zařazování do svého souborného díla.

### Společenský a literární profil
V roce 1825 začal podnikat jako nakladatel, založil malou tiskárnu, ale po dvou letech skončil bankrotem.  Byl poté nucen psát velmi intenzivně, aby zaplatil své dluhy. Psal vlastně pro výdělek (což v jeho době nebylo obvyklé) a výhradně v noci. Psaní věnoval až 18 hodin denně, při tom konzumoval obrovské množství kávy (údajně až 60 šálků za den). 
Do dějin literatury vstoupil i jako legendární „dělník pera“, známý svou mimořádnou pracovitostí; kromě psaní románů působil takřka po celý tvůrčí život i jako novinář a kritik. Opustil komerční literaturu a započal rozsáhlé dílo, ve kterém chtěl představit různé lidské typy a vrstvy francouzské společnosti na přelomu 18. a 19. století. V polovině srpna 1829 vyšel román Šuani, který byl poprvé podepsán jeho pravým jménem Honoré Balzac. Po něm následovalo velké množství dalších povídek a románů. Jen v roce 1830 například vydal asi 70 publikací, v dalším roce ještě více.  Balzac začal být známým autorem a současně psal články do různých pařížských novin. V roce 1835 koupil politické a literární noviny Pařížská kronika (La Chronique de Paris), ve kterých publikoval své články, romány i povídky. I tento projekt skončil neúspěchem, v červenci 1836 noviny pod hrozbou bankrotu opustil. Přes tuto zkušenost se v roce 1840 znovu vrátil k podnikání a začal vydávat měsíčník Revue parisienne, který po třech měsících zanikl.
Vyznával politický legitimismus, byl monarchistou s celoživotními snahami proniknout do vyšší (aristokratické) společnosti. V roce 1831 začal ke svému jménu přidávat šlechtický přídomek a podepisovat se jako Honoré de Balzac.  Vydělané peníze investoval do nákladného životního stylu, utrácel za přepychové obleky, nábytek, milenky. Hojně navštěvoval pařížské salóny, například Jamese von Rothschilda, Madame Récamier. Z této snahy vyplývaly i jeho neustálé finanční potíže, které se snažil řešit svou hektickou literární tvorbou. Několikrát se také pokusil o sebevraždu.

### Vztahy k ženám
Na Balzacově literárním úspěchu měly velký podíl ženy. Balzac ve svých románech popisoval ženy s velkou psychologickou obratností a tím upoutával jejich zájem i ke své osobě.

Jednou z nejdůležitějších žen Balzacova života byla Laure de Berny, se kterou se seznámil v roce 1822. O dvacet let starší milenka a rádkyně, která mu poskytovala i finanční pomoc v případě nouze. Inspirovala ho k vytvoření ženských postav (Madame de Mortsauf, Madame Firmiani) v některých románech. V roce 1825 započal poměr s ovdovělou vévodkyní d'Abrantès, která byla o 15 let starší než on.

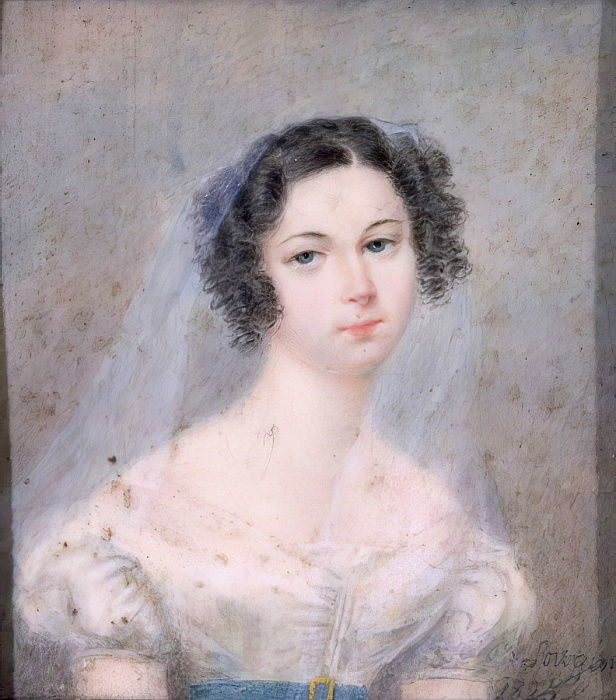
Ewelina Hańska v roce 1825

Roku 1832 se Balzac prostřednictvím korespondence seznámil s hraběnkou Ewelinou Hańskou roz. Rzewuskou (1801–1882), dcerou rusko-polského šlechtice, provdanou za bohatého statkáře sídlícího poblíž Berdyčeva na Ukrajině. Nejprve Balzac obdržel dopis z Oděsy, podepsaný pouze slovem „cizinka“ (L'étrangère), ve kterém Hańská vyslovila svůj smutek nad cynismem a ateismem v románu Šagrénová kůže (La Peau de Chagrin). Spisovatel odpověděl na kritiku neznámé ženy formou inzerátu v listu La Gazette de France, což byly jediné francouzské noviny, které se tehdy směly dovážet do Ruského impéria. Po výměně několika dopisů se Balzac se svou čtenářkou prvně setkal v září 1833 na břehu Neuchâtelského jezera ve Švýcarsku, kam Ewelina přicestovala se svým manželem. Další jejich setkání se uskutečnilo v prosinci 1833 v Ženevě. Podle životopisce Rogera Pierrota „obdržel Balzac odměnu za svou lásku“ poprvé dne 26. ledna 1834 ve vile Diodati v Cologny, tedy na stejném místě, kde mu vévodkyně de Castries dříve takovou přízeň odmítla.

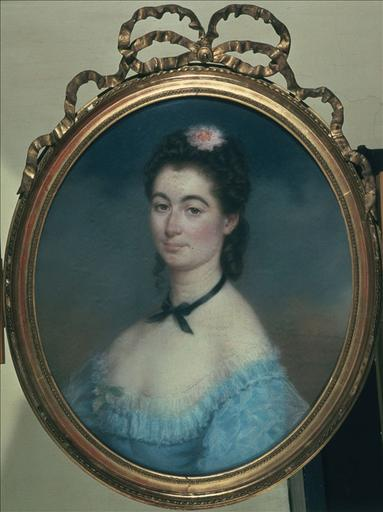
Marie-Caroline du Fresnay, dcera Marie du Fresnay a Honorého de Balzaca, portrét od Henriette Girouard-Lucquin (1865)

V roce 1833 měl Balzac krátkou aféru s Marií du Fresnay, vdanou ženou tehdy ve věku 24 let. Z tohoto vztahu se 4. června 1834 narodilo jeho jediné dítě, dcera Marie-Caroline du Fresnay. Marie-Caroline se později provdala a rozvedla, přitom zůstala bezdětná. Zemřela následkem automobilové nehody ve věku 96 let Paříži. Ve své závěti ji Honoré de Balzac učinil svou dědičkou. Po její smrti přešlo toto dědictví na její synovce.
V roce 1835 se Balzac zamiloval do hraběnky Frances-Sarah Guidoboni-Visconti a jejich přátelství trvalo pět let.
Poté, co Ewelina Hańská v roce 1841 ovdověla, podnikl Balzac cestu za ní do Petrohradu (1843). Po dalších měsících společného pobytu v Paříži se vydal na Ukrajinu, několikrát navštívil Kyjev a pobýval také v Radyvylově. Hańska navzdory svému vdovství dlouho váhala, než přijala Balzacův návrh, aby si ho vzala. Situace byla komplikována ruským právem, které stanovilo, že manželka cizince automaticky ztratila svůj pozemkový majetek, pokud car nepodepsal předběžný souhlas se sňatkem. Obávala se také neustálých Balzacových dluhů.

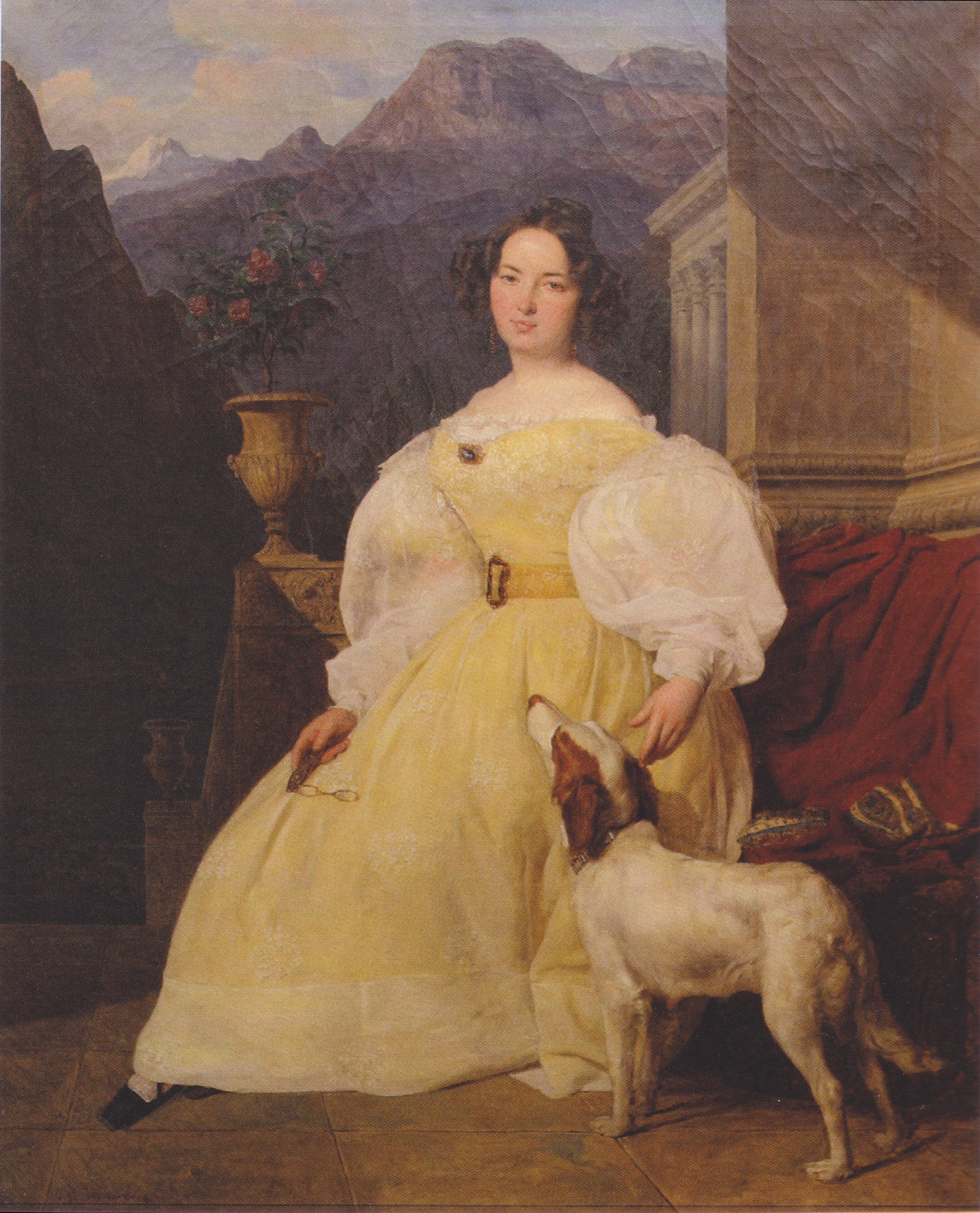
La Comtesse Hańska et son chien (Hraběnka Hańská a její pes), portrét od Ferdinanda Georga Waldmüllera, 1835

### Poslední léta a manželství
Teprve pár měsíců před svou smrtí, a to 14. března 1850, když byl spisovatel již těžce nemocný, se v Berdyčevě uskutečnil jeho sňatek s Ewelinou Hańskou. Balzacova nemoc se ještě zhoršila během dubnové cesty do Paříže. Tam Honoré de Balzac 18. srpna 1850 zemřel. V den jeho smrti jej navštívil Victor Hugo, jeho dlouholetý přítel, který také promluvil na spisovatelově pohřbu. Honoré de Balzac je pochován na pařížském hřbitově Père-Lachaise. Po jeho boku je pochována i hraběnka Hańská, jeho manželka, která zemřela mnohem později, v roce 1882.

## Dílo

### Spisy
Ve svých dílech projevil Balzac smysl pro detail, měl velkou znalost prostředí i postav, které vytvořil. Snažil se popsat všechny typy lidí ve společnosti a jejich životní situace. Dokázal tak vystihnout morální vlastnosti lidí v tehdejší francouzské společnosti. Šlo mu o historii mravů (histoire des moeurs).

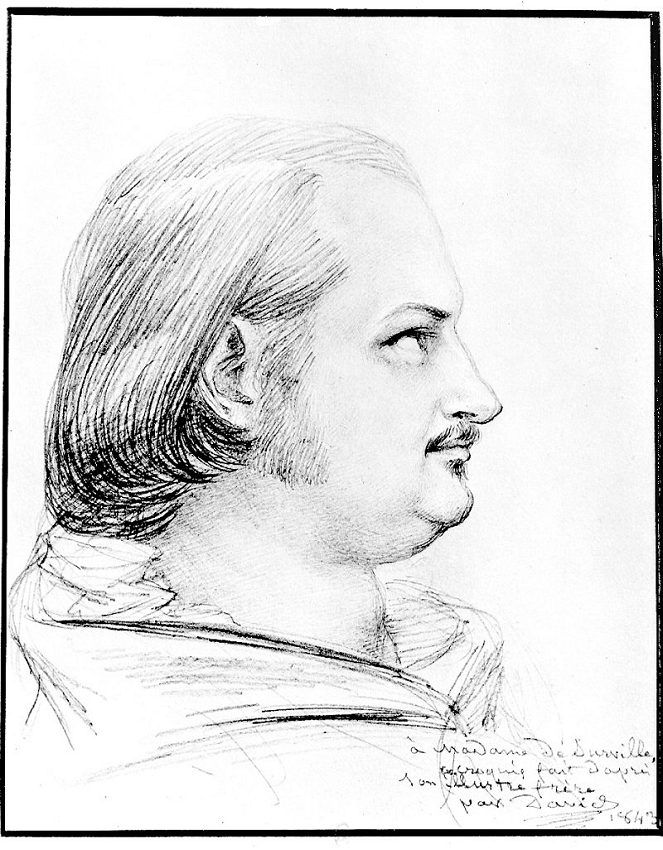
Honoré de Balzac, 1843. Portrét od Davida d'Angers.

Balzac je autorem rozsáhlého cyklu, který nazval Lidská komedie (La Comédie humaine). Tento cyklus, zobrazující francouzskou společnost na počátku 19. století, obsahuje 95 románů a povídek, z nichž většina vyšla v časopisech i knižně. Předmluva k tomuto monumentálnímu cyklu je manifestem realistického umění. Jádrem celého cyklu je volná trilogie románů Otec Goriot, Ztracené iluze, Lesk a bída kurtizán. V Otci Goriotovi jsou poprvé obsaženy všechny základní rysy balzacovského románu. V něm vytvořil Balzac truchlivý příběh bohatého kupce, který nahromaděný majetek odkázal dcerám, jež ho poté opustily. Proto dožívá opuštěný a opovrhovaný. Významnou postavou románu je mladý Rastignac, jenž touží vyniknout a v honbě za penězi a mocí postupně ztrácí víru ve staré morální zásady. Další postavou je bývalý galejník Vautrin, který mladého muže vyvádí z iluzí. Pokračování nazvané Ztracené iluze, označované často za „nejbalzacovštější“ román, je především příběhem venkovského básníka Luciena de Rubempré v Paříži, který se postupně stává bezcharakterním žurnalistou. Román Lesk a bída kurtizán trilogii uzavírá – popisuje výstřelky mužů z vysokých kruhů společnosti, jejich vztahy ke kurtizánám a vyznačuje se napínavým až dobrodružným dějem. Jednou z hlavních postav je opět Lucien de Rubempré.

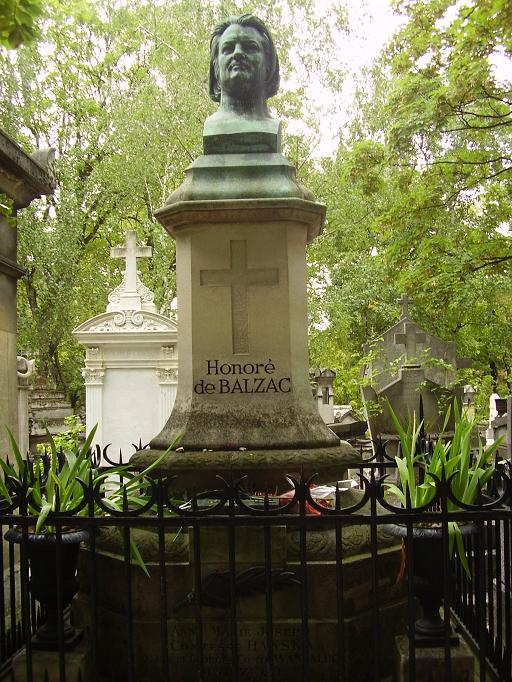
Balzacův hrob v Paříži na hřbitově Père-Lachaise, oddíl 48, cesta Casimir Delavigne

Některé z jeho románů a zejména povídek, inspirovaných poetikou středověkého romanopisce Rabelaise, byly pokládány za nemravnou četbu. Část Balzacova díla byla církví zařazena na Index zakázaných knih, především „všechny milostné příběhy" (omnes fabulae amatoriae).
- Fyziologie manželství, (1829)
- Dům U Pálkující kočky, (La Maison du Chat-qui-pelote, 1829) – konfrontace dvou odlišných světů v podobě lásky mezi měšťanskou dívkou a bohémským malířem.
- Šuani, v originále Le dernier Chouan ou la Bretagne en 1800, (1829) – historický válečný román z období francouzské revoluce, který je mezníkem v jeho tvorbě; později jej zařadil do cyklu Lidská komedie.
- Gobseck (1830) – příběh hamižného podnikatele a spekulanta předznamenává balzakovskou metodu realistického románu. Gobseck, napůl Žid, napůl Holanďan, představuje podivný archetyp bývalého dobrodruha, jenž nahlédl povahu všech společností, jimiž prošel, a shledal, že konvence a morálka se mění, ale zlato vládne všude. Rozhodl se vzdát se nerozumných slastí, neboť se slastí moci, která může vyplývat výhradně z vlastnictví zlata, se nemůže srovnávat nic: kdo má zlato, má moc, kdo má moc, má vše. Gobseck, jako poslední záchrana zadlužených aristokratů, mládenců a básníků z bohatých rodin, nabízí „pomocnou ruku“ před jejich posledním pádem na společenské dno. Je chladným, nepřístupným pozorovatelem zániku, pozorovatelem celého společenského dění, které vlastně začíná a končí u něj, ačkoli žije ve skrytu. Nikdo neví o něm, on ví o všem. Jeho příběh sledujeme skrze vyprávění právníka Dervilla, jenž si jediný získal Gobseckovo přátelství: protože on mu byl, na rozdíl od ostatních, „ochoten věřit bez výhrad“. Po Gobseckově smrti nahlížíme do jeho spíží a skladišť plných shnilého jídla a obchodního zboží. Gobseck ztělesňuje iracionalitu veškerého hromadění a moci, jíž nemůže člověk sám nikdy plně užít, ale je také metaforou zákonitostí kapitalisticky fungující společnosti, jíž lidé jako Gobseck vládnou, neboť moc peněz jim není prostředkem, ale cílem. Možná že každý člověk disponující ohromnou skrytou mocí začíná mít „gobseckovské“ rysy. Rozsah díla odpovídá kratší novele či delší povídce.
- Sarrasine (Sarrasine, 1830) – mladý nezkušený sochař podléhá intrikám společnosti kolem římské opery.
- Šagrénová kůže (Le Peau de chagrin, 1831) – román s pohádkově fantastickými prvky. Řadí se do skupiny filozofické.
- Třicetiletá (La Femme de trente ans, 1831–1832)
- Ludvík Lambert (Louis Lambert, 1832)
- Farář Tourský (Le curé de Tours, 1832) – zařazen do skupiny románů-studií z provinčního života.
- Plukovník Chabert (Le Colonel Chabert, 1832) – zámožný plukovník byl zraněn v bitvě u Jílového proti Rusům. Lékaři ho považovali za mrtvého a nechali pohřbít do hromadného hrobu. Plukovník ale přežil, časem se zotavil, ale nikdo už mu nevěřil jeho pravou totožnost a jeho vlastní žena, nyní již manželka jiného muže, zapřela jeho identitu. Žil tedy jako tulák a pobuda.
- Neznámé arcidílo (Le Chef-d'œuvre inconnu, 1832) – povídka o malíři, který bezúspěšně usiluje o namalování dokonalého obrazu. Ovlivnila některé moderní malíře, např. Cézanna a Picassa.
- Venkovský lékař (Le Médecin de campagne, 1833)
- Evženie Grandetová (Eugénie Grandet, 1833) – jeden z vrcholných autorových románů, tragický příběh ubohé dcery bohatého a neuvěřitelně lakotného obchodníka Grandeta je zároveň znamenitým obrazem francouzské měšťácké společnosti první poloviny 19. století.

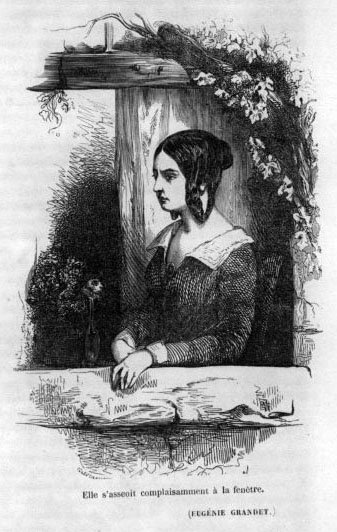
Postava Eugénie Grandetové, ilustrace ze souborného vydání Balzacových spisů, díl 5, Paříž, vydavatelství Alexandre Houssiaux (1855)

- Historie třinácti (Histoire des Treize 1833–1835) – soubor tří novel s názvy Ferragus, Vévodkyně z Langeais a Dívka se zlatýma očima. Tematicky je v prvních dvou případech spojuje námět milostného vztahu ke vdané ženě, několik postav prochází všemi novelami, odehrávajícími se v aristokratickém prostředí Paříže. Na motivy „Historie třinácti“ natočili v roce 1971 Jacques Rivette a Suzanne Schiffman film Out 1, noli me tangere.[10]
- Hledání absolutna (La Recherche de l'Absolu, 1834) – tento román autor zařadil do skupiny filozofických příběhů.
- Otec Goriot (Le père Goriot, 1834) – realistický román, jehož hlavní postavou je starý pan Goriot, zprvu bohatý, spokojený a šťastný člověk. Nastěhuje se do penzionu paní Vauguerové, kam ho chodí navštěvovat jeho dvě dcery. Ty ho však nenavštěvují z lásky, nýbrž ze zištných důvodů, což on nechce vidět. Dcery ho nakonec oberou o všechen majetek a on umírá opuštěn v chudobě. Celým dílem se rovněž prolíná příběh Evžena Rastignaka – studenta, který se snaží začlenit do pařížské vyšší společnosti. Ctí otce Goriota a zároveň je zamilován do jeho dcery. Rastignac jako jediný setrvá u umírajícího Goriota, když ho jeho vlastní dcery nechají opuštěného.
- Usmířený Melmoth (Melmoth reconçilié, 1835) – v románu Balzac navazuje na anglický gotický román Poutník Melmoth od Charlese Roberta Maturina
- Stará panna (La Vieille fille, 1836)
- Mše ateistova (La messe de l'athée, 1836)
- Kabinet starožitností (Le Cabinet des antiques, 1836)
- Gambara (Gambara, 1837) – příběh neúspěšného hudebního skladatele, jehož dílo společnost nepřijala.
- Cesar Birotteau (1837)
- Ztracené iluze (Illusions perdues, 1837–1843)
- Lesk a bída kurtizán – (Splendeurs et misères des courtisanes, 1838–1843). V tomto románu je popsáno prostředí vznešené francouzské společnosti prolínající se s pařížským podsvětím. Toto dílo vyznívá jako ostrá kritika francouzské buržoazie.
- Pierre Grassou (Pierre Grassou, 1839) – příběh malíře, který dosáhl proslulosti nikoliv osobitostí a talentem, nýbrž podbízením se měšťáckému vkusu.
- Beatrice (1839)
- Tajnosti princezny z Cadignanu, (1839) – novela popisuje vztah starší šlechtické kokety s naivním a nezkušeným spisovatelem
- Lilie v údolí (Les Lys dans la vellée, 1840)
- Vautrin (1840)
- Temný příběh (Une ténébreuse affaire, 1841) – „policejní“ román. Dostupné online.
- Paměti dvou mladých manželek (1842)
- Uršula Mirouetová (1842)
- Okresní múza (La Muse du départment, 1843)
- Modesta Mignonová (Modest Mignon, 1843)
- Venkované (Les Paysans, 1844)
- Vstup do života Honorina (1844)
- Sestřenice Běta (La cousine Bette, 1846)
- Bratranec Pons (Le cousin Pons, 1847)
- Vzpomínka na velkou revoluci (česky 1918) Dostupné online
- Žertovné povídky (Les Contes drôlatiques, 1832–1837)

### České překlady
Českých překladů Balzacových děl je celá řada, i když všechny Balzacovy spisy do češtiny přeloženy nejsou. Zde uvádíme reprezentativní „Spisy Honoré de Balzaca", které v edici „Knihovna klasiků" postupně vycházely v nakladatelství Československý spisovatel, ve Státním nakladatelství krásné literatury, hudby a umění a v Odeonu (nakladatelství).

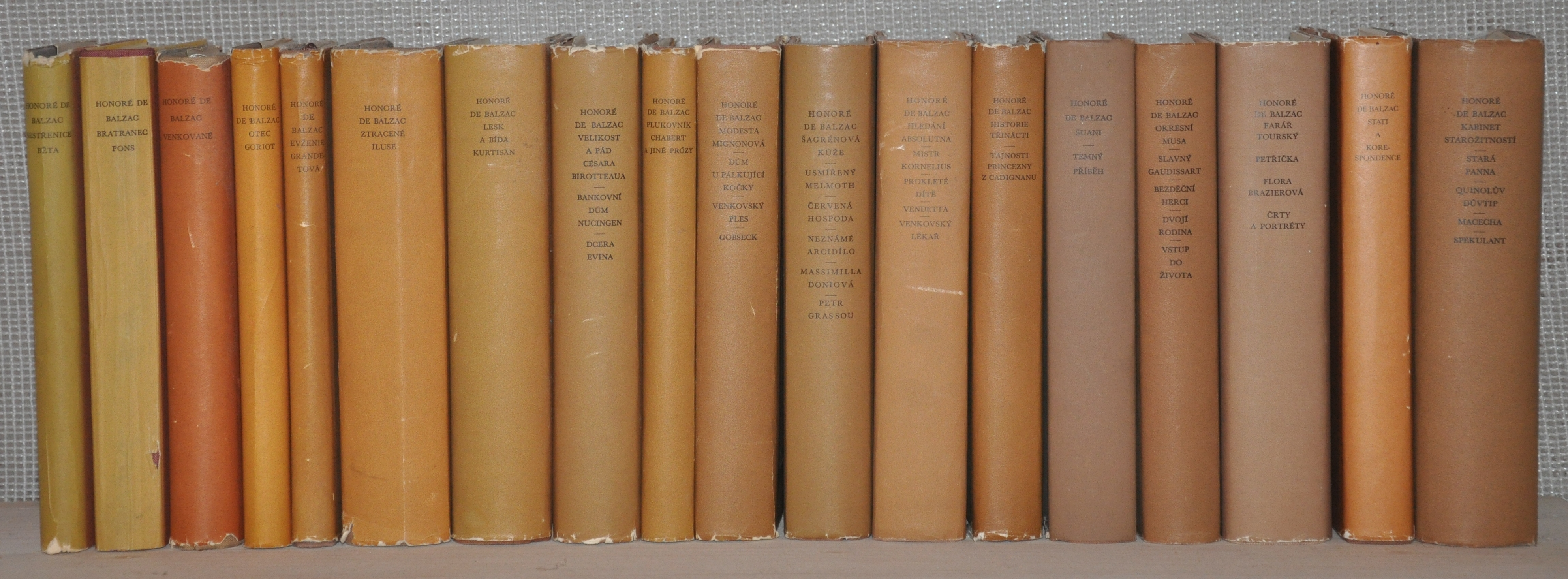
Spisy Honoré de Balzaca v Knihovně klasiků

- Sestřenice Běta. Přeložil Bohuslav Rovenský. V Čs. spis. 1. vyd. Praha: Československý spisovatel, 1950. 458, [1] s. Knihovna klasiků. Spisy Honoré de Balzaca; sv. 1.
- Bratranec Pons. Překlad Věra Smetanová. V Čs. spisovateli vyd. 1. Praha: Československý spisovatel, 1951. 334 s. Knihovna klasiků. Spisy Honoré de Balzaca; sv. 2.
- Venkované. Překlad Růžena Pochová a Jaroslav Poch. 1. vyd. Praha: Československý spisovatel, 1952. 367, [1] s. Balzac, Honoré de: Spisy; sv. 3. Knihovna klasiků.
- Otec Goriot. Překlad Božena Zimová. 7. vyd. Praha: SNKLHU, 1953. 253, [1] s. Knihovna klasiků. Spisy Honoré de Balzaca; Sv. 4.
- Evženie Grandetová. Překlad Jaroslav Poch a Růžena Pochová. 10. vyd. Praha: SNKLHU, 1953. 188, [3] s. Balzac, Honoré de: Spisy; sv. 5. Knihovna klasiků.
- Ztracené iluse. Překlad Miroslav Vlček. 3. vyd. Praha: Státní nakladatelství krásné literatury, hudby a umění (SNKLHU), 1955. 648, [2] s. Knihovna klasiků. Balzac, Honoré de: Spisy; sv. 6.
- Lesk a bída kurtisán. Překlad Miloslav Jirda. 4. vyd. Praha: SNKLHU, 1956. 562, [1] s. Knihovna klasiků. Balzac, Honoré de: Spisy; sv. 7.
- Velikost a pád Césara Birotteaua; Bankovní dům Nucingen; Dcera Evina. Vyd. v SNKLHU 1. Praha: Státní nakladatelství krásné literatury, hudby a umění, 1959. 483 s. Spisy Honoré de Balzaca; sv. 8. Knihovna klasiků.
- Plukovník Chabert a jiné prózy. Překlad Miloslav Jirda a Bohuslav Rovenský. Vyd. v SNKLHU 1. Praha: Státní nakladatelství krásné literatury, hudby a umění, 1957. 253 s. Knihovna klasiků. Spisy Honoré de Balzaca; sv. 9. [Obsahuje: Plukovník Chabert -- Kuratela -- Honorina -- Mše atheistova.]
- Modesta Mignonová; Dům u pálkující kočky; Venkovský ples; Gobseck. Překlad Miloslav Jirda. 1. vyd. v SNKLHU. Praha: SNKLHU, 1958. 436, [3] s. Balzac, Honoré de: Spisy; sv. 10. Knihovna klasiků.
- Šagrénová kůže; Usmířený Melmoth; Červená hospoda; Neznámé arcidílo; Massimilla Doniová; Petr Grassou. 1. vyd. v SNKLHU. Praha: SNKLHU, 1960. 496, [3] s. Balzac, Honoré de: Spisy; sv. 11. Knihovna klasiků.
- Hledání absolutna; Mistr Kornelius; Prokleté dítě; Vendetta; Venkovský lékař. Překlad Eva Musilová a Miroslav Drápal. 1. vyd. v Odeonu. Praha: Odeon, 1975. 628, [iii] s. Balzac, Honoré de / Spisy; sv. 12. Knihovna klasiků.
- Historie třinácti; Tajnosti princezny z Cadignanu. Překlad Miroslav Vlček a Věra Smetanová. 1. vyd. Praha: SNKLHU, 1957. 388 s. Knihovna klasiků. Spisy Honoré de Balzaca; sv. 13. [Historie třinácti se skládá ze tří novel: Ferragus, náčelník Dravců; Vévodkyně de Langeais; Dívka se zlatýma očima.]
- Šuani; Temný příběh. Překlad Prokop Voskovec. 1. vyd. v Odeonu. Praha: Odeon, 1968. 527, [3] s. Knihovna klasiků. Spisy / Honoré de Balzac; sv. 14.
- Okresní musa; Slavný Gaudissart; Bezděční herci; Dvojí rodina; Vstup do života. 1. vyd. v SNKLHU. Praha: SNKLHU, 1965. 475, [3] s. Knihovna klasiků. Balzac, Honoré de: Spisy; sv. 15.
- Farář tourský; Petřička; Flora Brazierová; Črty a portréty. 1. vyd. v Odeonu. Praha: Odeon, 1973. 699, [4] s. Balzac, Honoré de: Spisy; sv. 16. Knihovna klasiků.
- Stati a korespondence. Překlad Jindřich Veselý. 1. vyd. v tomto uspořádání. Praha: Odeon, 1988. 518 s. Knihovna klasiků. Spisy Honoré de Balzaca; sv. 17.
- Kabinet starožitností; Stará panna; Quinolův důvtip; Macecha; Spekulant. Překlad Bohuslav Rovenský a Jan Otokar Fischer. 1. vyd. v SNKLHU. Praha: SNKLHU, 1962. 677, [3] s. Knihovna klasiků. Balzac, Honoré de: Spisy; sv. 18.

Shora uvedené vydání Balzacových spisů v edici „Knihovna klasiků" bylo rozvrženo do dvaceti svazků a zůstalo nedokončené (vyšlo jen 18 svazků). Původně mělo zahrnout i renesančně rozpustilé Žertovné povídky (také překládáno Rozmarné povídky, Šprýmovné povídky, Les Contes drôlatiques, 1832–1837), ale k tomu již nedošlo. Spisy ostatně nebyly koncipovány jako úplný soubor Balzacových děl, takže řada jeho prací se do nich nedostala. Některé z nich však byly přeloženy do češtiny; významnější česká vydání uvádíme.
- Kat, překlad Jarka Nevole, in: 1000 nejkrásnějších novel ... č. 15, s. 33–46, Praha: J. R. Vilímek, 1911
- Neznámé veledílo a jiné prózy, překlad Jan Petříček, Maraton, Praha 2021, ISBN 978-80-88411-01-7.
- Rozmarné povídky. Vyd. 1. Třebíč: Akcent, 2012. 180 s. ISBN 978-80-7268-644-5. [Výbor z Žertovných povídek.]
- Šprýmovné povídačky, kteréžto v opatstvech tourrainských nashromáždil a na světlo vydal pan de Balzac k obveselení pantagruelistův a žádných jiných: První desatero. Překlad Zdeněk Gintl. Praha: Sezam, 1990. 214 s.ISBN 80-900186-2-9. (Přetisk vyd. nakl. Plamja, Praha, z r. 1931, ale jen „prvního desatera".)
- Šprýmovné povídačky, kteréžto v opatstvech tourrainských nashromáždil a na světlo vydal pan de Balzac k obveselení pantagruelistův a žádných jiných. [Sv.] 1, První desatero. V Praze: Plamja, 1931. 239, [II] s.
- Šprýmovné povídačky, kteréžto v opatstvech tourrainských nashromáždil a na světlo vydal pan de Balzac k obveselení pantagruelistův a žádných jiných: druhé desatero. Překlad Zdeněk Gintl. V Praze: Plamja, 1931. 238 s.
- Šprýmovné povídačky, kteréžto v opatstvech tourrainských nashromáždil a na světlo vydal pan de Balzac k obveselení pantagruelistův a žádných jiných. Třetí desatero. V Praze: Plamja, 1931. 220, [II] s.
- Žertovné povídky: první desítka. Praha: B. Kočí, 1928, 156 s.
- Žertovné povídky: druhá desítka. Praha: B. Kočí, 1928, 139 s.
- Žertovné povídky: třetí desítka. Praha: B. Kočí, 1928, 142 s.
- Rozmarné povídky: které v opatství Tourainy sebral a na světlo vydal ku potěše všech veselých kumpánů a nikoli škarohlídů pan de Balzac. Přeložil Josef Novotný. V Praze: Hejda & Tuček, [1912-1913]. 3 sv. Nová knihovna humoru a satiry; sv. 3-5. [Díl I. 1912. 239 s. -- díl II. 1913. s. 245–476—díl III. 1913. s. 481–695.]
- Succubus, aneb, Běs sviňavý ženský. Překlad Jaroslav Zaorálek. 6. vyd. Praha: Nejmenší Nezávislé Nakladatelství, 1995. 105 s. Přátelům Pro Potěšení; sv. 20.ISBN 80-901526-2-7. [Z „Žertovných povídek". Vydáno samostatně i v letech 1947, 1948, 1969, 1976.]
- Krásná Imperia a jiné šprýmovné povídky. Překlad Ivan Veselý. V Praze: Jos. Hladký, 1927. 104 s. Knihovna humoru; roč. 3, sv. 1. [Z „Žertovných povídek". Obsahuje: Krásná Imperia -- Sňatek krásné Imperie -- Ďáblův dědic -- Tři písaři.]
- Milenka králova. Z knihy „Contes drôlatiques" přeložil Julius Stein. Pacov: Přemysl Plaček, [1915]. 62 s. Edice erotická; sv. 15.
- Vytrvalá láska; Krásná Impéria. Praha: M. Kliková, 1911. [39] s. [Z „Žertovných povídek".]
- Fysiologie manželství. Praha: Věnc. Boučková, 1922. 2 l., 219 s. Knih. aktualit a kuriosit; 2.
- Fyziologie manželství. 1. vyd. v této úpravě. Praha-východ [Dobřejovice]: Alfa-Omega, 2006. 191 s. Vzpomínky, návraty, příležitosti; 8.ISBN 80-86318-81-8.
- Ludvík Lambert. Přeložila M. Chytilová. V Praze: Nakladatelské družstvo Máje, 1920. 136 s. Runy; sv. 3.
- Lilie v údolí. Překlad Drahoslava Janderová. 3. vyd., ve Svobodě 1. vyd. Praha: Svoboda, 1976. 291, [2] s. Omnia.
- Třicetiletá. Překlad Josef Čermák. 6. vyd., v Melantrichu a v tomto překladu 1. vyd. Praha: Melantrich, 1982. 178 s.
- Beatrice. Přeložil Jiří Živný, V Mor. Ostravě: Tomáš Pospíšil, 1925. 447 s. Sbírka vybrané světové četby; sv. 5.
- Voršila Mirouëtová: Román. Přeložila R. Thonová. Vyškov na Moravě: Fr. Obzina, 1924. 209, 1 s. Sbírka zábavných románů; 3.
- Láska Tadeusze Paza. Z franc. orig. La Fausse Maîtresse přeložil Jindřich Hořejší, Praha: Kroužek přátel české knihy, 1918. 73 s. Renaissance; 2.
- Studie ženy. Z franc. orig. Etude de femme přeložil J. Snášel. Praha: A. Hynek, [1926]. 92 s. Pestrá knihovna; čís. 164–166.
- Elixír života. Z franc. orig. L'elixir de longue vie přeložil Fr. Krčma. V Praze: [Erna Janská], 1922. 60, 1 s., 1 l. Hyperion; sv. 13.
- Sarrasine. Překlad Jarmil Krecar z Růžokvětu. Praha: Bradáč, 1922. 81 s. Bibelot; 6.
- Vášeň na poušti. Překlad Jaroslav Soukup. V Praze: [s.n.], 1928. 38 s. Knížky pro potěšení; roč. 1.
- Ježíš Kristus ve Flandřích. Překlad Jindřich Hořejší. Pardubice: Vlastimil Vokolek, 1928. 26 s. Paprsek; Sv. 13.
- Psanci: filosofická studie. Praha: Pavel Prokop, 1949. 45 s.
- Opuštěná žena; Petr Grassou. Překlad Alfons Breska. V Praze: Zora, 1926. 91 s. Edice Zory; 157. Kameje; 2.
- Drama na břehu mořském. Praha-Žižkov (779): Jar. Havránek, 1921. 96 s. Knihy autorů světových; III.
- Manželská smlouva. Překlad Růžena Pochová. Praha: Henning Franzen, 1928. 163 s. Rodinná knihovna.
- Serafita. Praha: Kamilla Neumannová, 1910. 157, 1 s. Knihy dobrých autorů; LXXI–LXXII.
- Dopisy dvou mladých žen. Praha-Bubeneč: Živný, 1920. 277 s. Knihovna; 1.
- Albert Savarus. Překlad Alfons Breska. Praha: Sfinx, B. Janda, 1927. 378 s. Nové cíle; sv. 253.
- Poslanec. Praha: Jos. R. Vilímek, 1927. 591 s.

#### Volně dostupné
- Třicetiletá – přeložil Jaroslav Vrchlický. Praha: J. Vrchlický, 1886[13] — přeložil Jaromír Borecký. Praha: J. R. Vilímek, 1914[14] — 1926[15]
- Plukovník Chabert. Za opatrovanství – přeložil Pavel Projsa. Praha: Alois Hynek, 1877/1888[16]
- Krevní msta: povídka – přeložil Pavel Projsa. Praha: Národní tiskárna a nakladatelství, 1889[17]
- Chouani, čili, Bretoňsko v roce 1799 – přeložil Josef Jirsák. Praha: Národní listy, 1900[18]
- Honorina: novella – přeložil Jiří Živný. Praha: Kamilla Neumannová, 1909[19]
- Dcera Evina: novella – přeložila Jaroslava Vobrubová. Praha: Kamilla Neumannová, 1910[20]
- Šprýmovné povídky, kteréž po opatstvích tourainských sebral a na světlo boží jest vydal Pan de Balzac na povyražení pantagruelistův a nikoho jiného – přeložil Jaroslav Pasovský. Praha: Jaroslav Šimánek, 1811[21]
- Rozmarné povídky: které v opatství Tourainy sebral a na světlo vydal ku potěše všech veselých kumpánů a nikoli škarohlídů pan de Balzac – přeložil Josef Novotný; ilustrace Josef Wenig. Praha: Hejda a Tuček, 1912–1913[22]
- Historie velikosti a pádu Césara Birotteau-a, voňavkáře, rytíře řádu čestné legie, náměstka starosty 2. okrsku města Paříže – přeložil Jiří Guth. Praha: J. R. Vilímek, 1912[23]
- Všední hřích – přeložil Julius Stein; úprava a obrázek od J. Motyčky. Praha: Přemysl Plaček, 1912[24]
- Gobseck – pro střední školy české s poznámkami a slovníčkem vydal Čeněk Syrový. Telč: Emil Šolc, 1913[25]
- Maskovaná milenka: román – přeložila Oliva Jílovská. Praha: Jan Otto, 1914[26]
- Všední hřích –přeložil Julius Stein; kreslil V. H. Brunner. Pacov: Přemysl Plaček, 1917[27]
- Láska Tadeusze Paza – přeložil Jindřich Hořejší. Praha: Kroužek přátel české knihy, 1918[28]
- Vzpomínka na velkou revoluci – přeložil Adolf Gottwald. Smíchov: Otto Girgal, 1918[29]
- Ztracené illuse – přeložil Jiří Živný. Královy Vinohrady: Ludvík Bradáč, 1919[30]
- Neznámé arcidílo – přeložil Stanislav Hanuš. Praha: Petr a Tvrdý, 1921[31]
- Historie třinácti = Histoire des treize – přeložil Eugen Lederer. Praha: J. R. Vilímek, 1922[32] — 1927[33]
- Pirát Argow – přeložil Karel Vít. Praha: Břetislav Kraft, 1923[34]
- Temná událost: román z doby Napoleonovy – přeložil A. Mutovský. Praha: České podniky tiskařské a vydavatelské, 1923[35]
- Mládenecká domácnost – přeložil Alfons Breska. Praha: s. n., 1925[36]
- Lichvář Gobseck: pařížský román – přeložil a úvodem opatřil Čeněk Semerád. Praha: Č. Semerád, 1925[37]
- Opuštěná žena. Petr Grassou – přeložil Alfons Breska. Praha: Zora, 1926[38]
- Firma Nucingen jiné novelly – přeložil Jiří Guth. Praha: 1926: J. R. Vilímek, 1926[39]
- Lesk a bída kurtisan II – přeložil Fratnišek Bíbl. Praha: J. R. Vilímek, 1926[40]